# 鼓昕日報
《鼓昕日報》是發行於中華民國陝西省西安市的日報，設對開8版。由第一屆陝西省議會議員田芝芳創辦於於1920年7月15日，社址位於梁府街25號。1921年4月停刊。